# Ониризм
Онири́зм (от фр. onirisme, от др.-греч. ὄνειρος «сновидение») — психическое расстройство, подострый делирий с галлюцинозом и спутанностью сознания, напоминающий сновидное помрачение сознания.

## История
Понятие введёно в психиатрию французским психиатром Эммануэлем Режи (фр. Emmanuel Régis) в 1894 году. Ониризм описан в его работах «Des hallucinations oniriques chez les dégénérés mystiques» (1895) и «Le délire onirique des intoxications et des infections» (1900).

## Клиническая картина
При ониризме образы сновидения больной не отличает от действительности, а бывшее во сне ему кажется происходившим в реальности. Расстройство возникает обычно в ночное время, а после сна остаются отрывочные болезненные переживания. При тяжёлом онирическом синдроме больному для того, чтобы погрузиться в сноподобные переживания, достаточно закрыть глаза. Переживания обычно на бытовую тему (сцены семейной жизни и воспоминания), либо связаны с профессиональной деятельностью и работой. Характерна частичная амнезия.
А. В. Снежневский (1983) описывал алкогольный ониризм (делирий с онирическими расстройствами) и гипнагогический ониризм (гипнагогический делирий фантастического содержания). Гипнагогический ониризм характеризуется обильными и яркими зрительными галлюцинациями при засыпании с фантастическим содержанием. При открывании глаз зрительные галлюцинации исчезают. Алкогольный ониризм начинается как гипнагогический ониризм, через несколько часов (максимум через 2 суток) сменяется иным состоянием. Психоз исчезает после многочасового глубокого сна, а продолжительность его не превышает недели.

## Причины
Происхождение экзогенно-органическое. Ониризм встречается при интоксикациях и инфекциях, особенно часто в продромальном периоде алкогольного делирия при хроническом алкоголизме. Также может возникать при ожоговой болезни, воспалительных болезнях, сепсисе, опухолях и травмах головного мозга, энцефалитах.